# 訃報 1990年7月
訃報 1990年7月（ふほう 1990ねん7がつ）では、1990年（平成2年）7月中に物故した、又は物故が報じられた人物についてまとめる。

## （1日 - 15日）

宮田輝 / 7月15日没

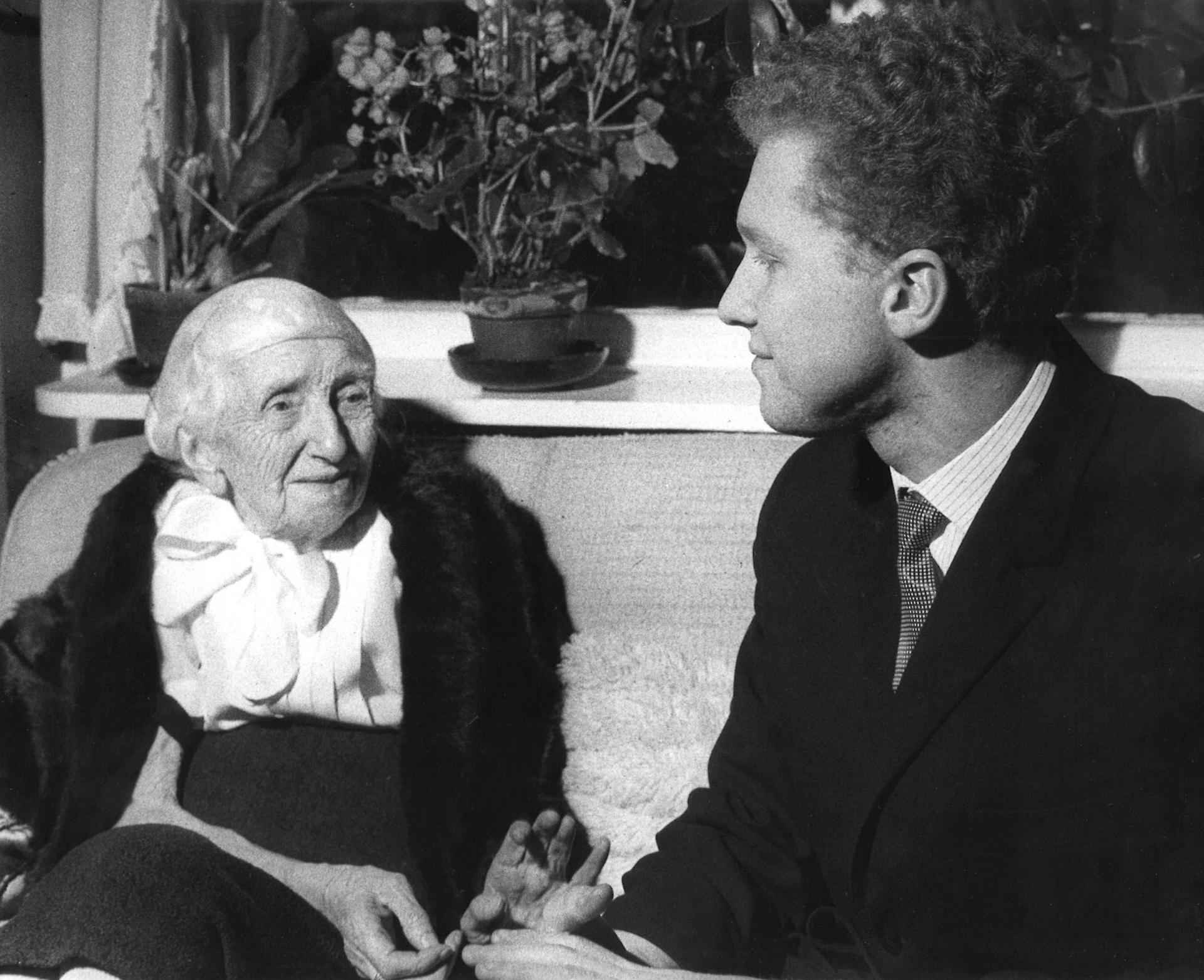
オレグ・カガン（右） / 7月15日没

- 7月6日 - 竹島将、作家（* 1957年）
- 7月15日 - 宮田輝、元NHKアナウンサー、元参議院議員（* 1921年）
- 7月15日 - オレグ・カガン、ヴァイオリニスト（* 1946年）

## （16日 - 31日）

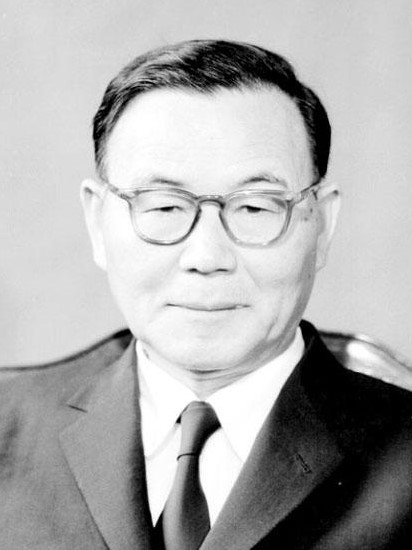
尹潽善 / 7月18日没

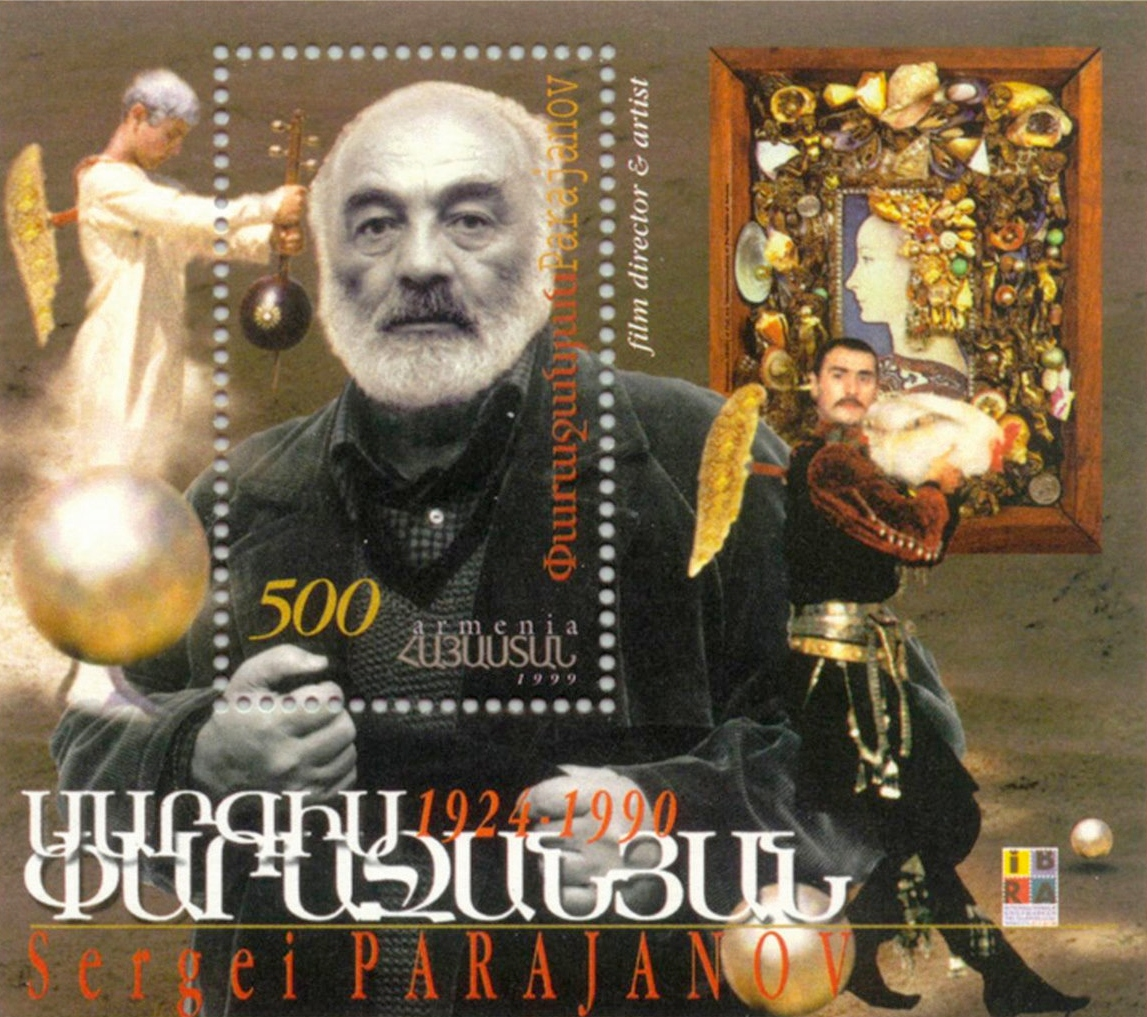
セルゲイ・パラジャーノフ / 7月20日没

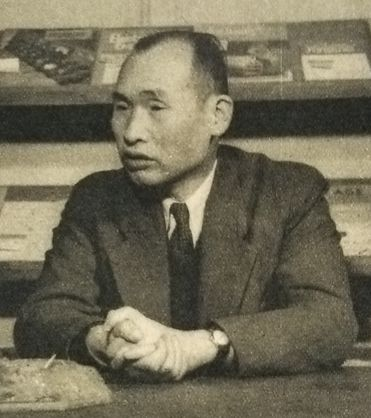
高柳健次郎 / 7月23日没

- 7月16日 - 若原一郎、歌手（* 1931年）
- 7月18日 - 尹潽善、大韓民国第4代大統領（* 1897年）
- 7月19日 - 石田達郎、実業家（* 1918年）
- 7月20日 - セルゲイ・パラジャーノフ、映画監督・脚本家・画家・工芸家（* 1924年）
- 7月22日 - 宮崎和命、俳優（* 1936年）
- 7月23日 - 高柳健次郎、電子工学者（* 1899年）
- 7月23日 - 村上幸子、歌手 （* 1958年）
- 7月28日 - 安部ヨリミ、小説家（* 1899年）
- 7月29日 - 稲村佐近四郎、政治家、第12代国土庁長官、第25代総理府総務長官（* 1917年）
- 7月29日 - 天野公義、政治家、第24代自治大臣、第33代国家公安委員会委員長（* 1921年）